# 24816 Einagahideo
24816 Einagahideo è un asteroide della fascia principale. Scoperto nel 1994, presenta un'orbita caratterizzata da un semiasse maggiore pari a 2,638065 UA e da un'eccentricità di 0,208593, inclinata di 13,052109° rispetto all'eclittica. Ha un diametro di 4,500 km.